# Béziers
Béziers (IPA [beˈzje], in occitano Besièrs) è un comune francese di 72 554 abitanti situato nel dipartimento dell'Hérault nella regione dell'Occitania, sede di sottoprefettura.
Per popolazione è la seconda città del suo dipartimento e la quinta della regione.
Il demonimo della città è biterrois, al femminile biterroise.
Esso deriva dal nome latino originale della città, Baeterrae.

## Geografia fisica

### Territorio

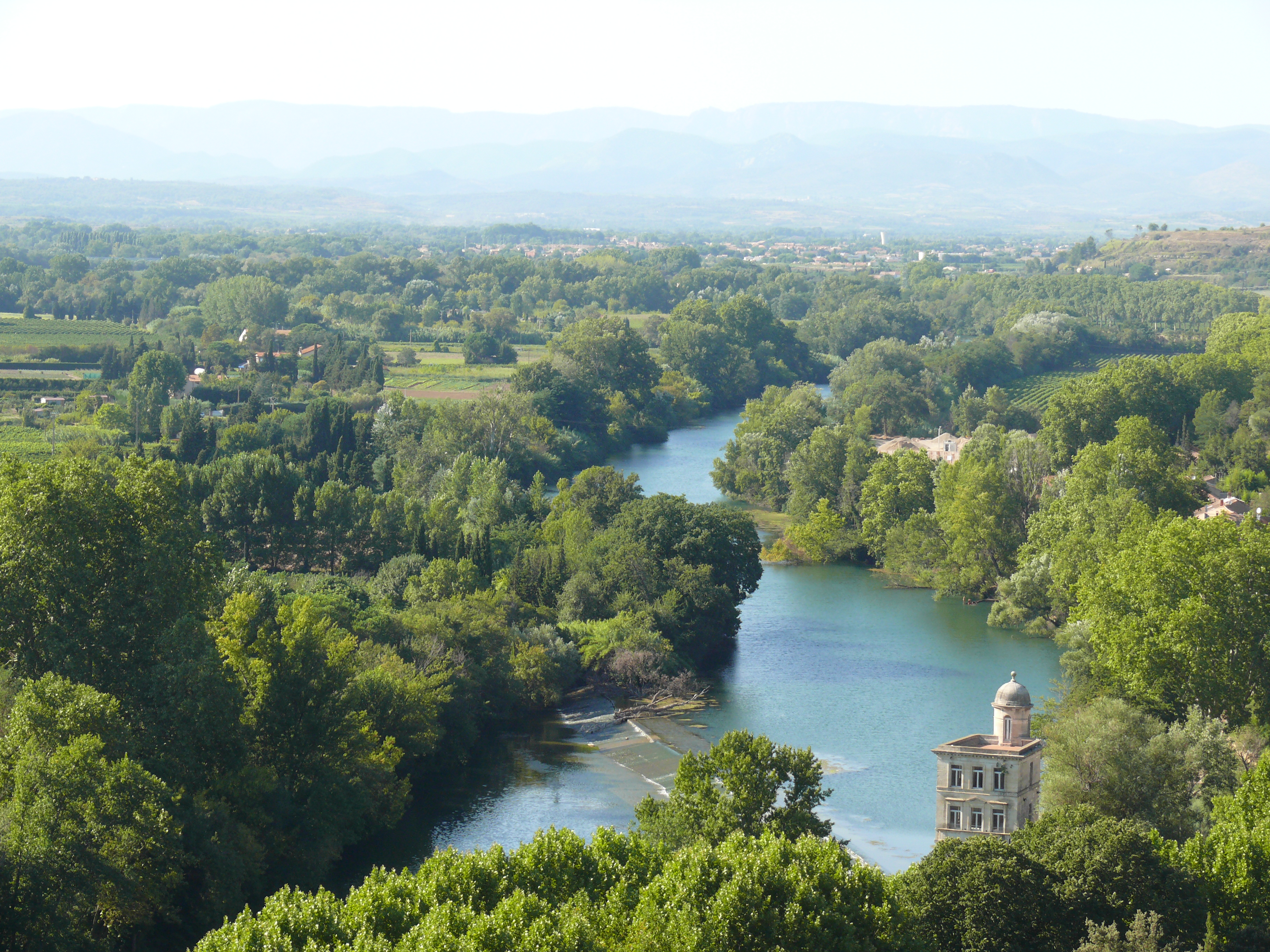
Vista da Béziers sul fiume Orb.

La città è situata nella pianura dell'Herault (plaine héraultoise) a una decina di chilometri dal mar Mediterraneo, a circa 25 km in linea d'aria da Narbona (32 su strada), a 60 da Montpellier (77 su strada), capoluogo della Linguadoca-Rossiglione, e a 40 dai primi contrafforti del Massiccio Centrale. Il suo territorio comunale si estende per quasi 100 km² ed è attraversato dal fiume Orb e dal Canal du Midi.

### Clima
Béziers ha un clima mediterraneo e presenta una temperatura media annua di quasi 16 °C. Le estati sono generalmente calde e secche, con medie stagionali che ruotano attorno ai 23 °C, mentre gli inverni sono relativamente miti (8,2 °C in gennaio, il mese più freddo). La città può tuttavia essere soggetta, soprattutto durante il periodo invernale, a gelate improvvise (tra i 9 e i 10 giorni l'anno in media). Le piogge (475 mm all'anno) sono più abbondanti in primavera ed autunno, mentre le precipitazioni di tipo nevoso costituiscono un fenomeno piuttosto raro.
| Béziers (1997-2014)          | Mesi | Mesi | Mesi | Mesi | Mesi | Mesi | Mesi | Mesi | Mesi | Mesi | Mesi | Mesi | Stagioni | Stagioni | Stagioni | Stagioni | Anno  |
| Béziers (1997-2014)          | Gen  | Feb  | Mar  | Apr  | Mag  | Giu  | Lug  | Ago  | Set  | Ott  | Nov  | Dic  | Inv      | Pri      | Est      | Aut      | Anno  |
| ---------------------------- | ---- | ---- | ---- | ---- | ---- | ---- | ---- | ---- | ---- | ---- | ---- | ---- | -------- | -------- | -------- | -------- | ----- |
| T. max. media (°C)           | 11,1 | 11,7 | 14,9 | 17,8 | 21,5 | 26,0 | 28,4 | 28,2 | 24,4 | 20,2 | 15,2 | 11,6 | 11,5     | 18,1     | 27,5     | 19,9     | 19,2  |
| T. media (°C)                | 8,2  | 8,3  | 11,3 | 14,4 | 17,7 | 22,0 | 24,2 | 23,9 | 20,5 | 16,9 | 12,3 | 8,6  | 8,4      | 14,5     | 23,4     | 16,6     | 15,7  |
| T. min. media (°C)           | 5,2  | 4,8  | 7,7  | 10,9 | 13,8 | 17,9 | 19,9 | 19,5 | 16,5 | 13,5 | 9,5  | 5,6  | 5,2      | 10,8     | 19,1     | 13,2     | 12,1  |
| T. max. assoluta (°C)        | 19,2 | 22,2 | 28,1 | 32,5 | 33,1 | 35,7 | 37,0 | 35,7 | 32,0 | 32,5 | 23,5 | 19,0 | 22,2     | 33,1     | 37,0     | 32,5     | 37,0  |
| T. min. assoluta (°C)        | −7,6 | −4,5 | −3,3 | −1,0 | 4,5  | 10,6 | 13,0 | 12,6 | 6,6  | −0,4 | −3,4 | −7,0 | −7,6     | −3,3     | 10,6     | −3,4     | −7,6  |
| Giorni di gelo (Tmin ≤ 0 °C) | 3,24 | 2,7  | 0,78 | 0,07 | 0,0  | 0,0  | 0,0  | 0,0  | 0,0  | 0,13 | 0,36 | 0,0  | 5,9      | 0,9      | 0,0      | 0,5      | 7,3   |
| Precipitazioni (mm)          | 36,4 | 34,0 | 47,1 | 48,5 | 37,4 | 17,1 | 7,7  | 52,4 | 40,6 | 69,0 | 63,7 | 45,9 | 116,3    | 133,0    | 77,2     | 173,3    | 499,8 |
| Giorni di pioggia            | 5,17 | 3,54 | 4,25 | 5,92 | 4,77 | 2,46 | 1,77 | 3,01 | 3,17 | 4,97 | 6,25 | 4,31 | 13,0     | 14,9     | 7,2      | 14,4     | 49,6  |

## Storia
A Béziers il 22 luglio del 1209, nel corso della crociata contro i catari guidata da Simon de Montfort, vi fu un massacro della popolazione, forse 20 000 persone. Il cronista cistercense Cesario di Heisterbach riporta che il legato papale Arnaud Amaury, di fronte a una chiesa dove avevano trovato rifugio catari e cattolici, avesse ordinato di passarli indiscriminatamente per le armi con la frase «Uccideteli tutti! Dio riconoscerà i suoi». Non vi è prova che la frase sia stata veramente pronunciata, ma resta memoria di ciò che avvenne il 22 luglio 1209, festa di santa Maria Maddalena, a Béziers: migliaia di persone, donne, bambini, uomini, vecchi, ebrei, cattolici, catari, furono trucidati in un'orgia di fanatismo e violenza.

### Simboli
Il capo di Francia indica che Béziers fu una delle bonne ville del Regno.
Le fasce bianche e rosse derivano  dal blasone dei  Trencavel, una delle famiglie di visconti più potenti della Francia meridionale che governò Béziers fino al 1247.

## Monumenti e luoghi d'interesse
- Cattedrale di Béziers
- Pont Vieux

## Società

### Evoluzione demografica
Abitanti censiti

## Amministrazione

### Gemellaggi
- Chiclana de la Frontera, dal 1993
- Heilbronn, dal 1965
- Stavropol', dal 1982
- Stockport, dal 1972